# Hermelín
Hermelín – nazwa czeskiego sera typu Camembert, wytwarzanego w mieście Sedlčany. Sery tego typu były produkowane w Czechach przez wielu producentów, jednak z powodu zastrzeżenia nazwy Camembert, nazwa musiała zostać zmieniona. Pierwszy raz użyto nazwy Hermlin, w 1944 lub 1945 roku, a została zastrzeżona w urzędzie patentowym w 9 lutego 1946 roku. W kuchni czeskiej jest marynowany w oleju, a także smażony.